# Las llamas
Las llamas es una escultura en bronce de 1.80 m de alto realizada por Agustín Rivera Eyzaguirre, y que se ubica en el Paseo de los Héroes Navales en Lima, Perú. Fue un regalo de la colonia china peruana por el cuarto centenario de la fundación española de Lima.
Monumento escultórico realizado en bronce que comprende un conjunto de esculturas compuesto por cuatro representaciones de llamas en bulto redondo, se encuentran de pie con la mirada orientada al lado sur. En la parte inferior se encuentra una base de metal que sirve de apoyo y soporte del conjunto escultórico.
El 24 de abril de 2018, las esculturas del Paseo de los Héroes Navales, entre las que se incluye Las Llamas, fueron declaradas Patrimonio Cultural de la Nación por el Ministerio de Cultura.